# Claire Bauroff

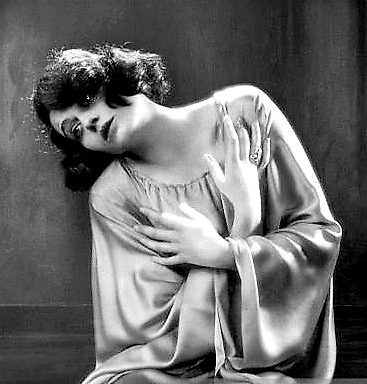
Claire Bauroff durante una performance nel 1925, fotografata da Alexander Binder (1888-1929)

Claire Bauroff, nata Klara Amanda Anna Baur (Weißenhorn, 26 febbraio 1895 – 7 febbraio 1984), è stata una ballerina tedesca.

## Biografia
Dopo aver preso lezioni di recitazione a Monaco di Baviera, studiò danza con Rudolf Bode, tra il 1913 e il 1915. Nel 1920 fu co-sceneggiatrice e protagonista del film Pán del regista ungherese Pál Fejös, film che non venne proiettato nella patria del regista a causa della censura. Secondo il National Film Institute Hungary quel film sarebbe andato perduto.
Negli anni '20 Bauroff divenne famosa in Austria e Germania per la sua danza artistica nuda. In particolare, al teatro la Scala di Berlino (un edificio costruito da ebrei nel 1920) le sue esibizioni ebbero un grande successo.
Ciò che le diede fama internazionale furono le foto di Trude Fleischmann, scattate per pubblicità e diffuse ampiamente. Alcune di queste immagini, sensuali ed erotiche, nel 1925 furono rimosse dalla polizia dalla vetrina del teatro Varieté Admiralspalast di Berlino dove si esibiva la ballerina.
Nel 1925 fu assunta anche per girare alcune scene di danza nel lungometraggio propagandistico "Wege zu Kraft und Schönheit" (Percorsi verso il potere e la bellezza), un film ideato per mettere in risalto i benefici fisici della ginnastica e degli esercizi all'aria aperta contro la vita sedentaria, l'uso del tabacco e dove vengono mostrati alcuni sportivi e noti personaggi dell'epoca come Charlie Paddock, Nedo Nadi, John D. Rockefeller, Leroy Brown, la famiglia reale norvegese sugli sci. Vi compare anche la giovane danzatrice Leni Riefenstahl. A causa dell'eccessivo uso di nudi presenti, il governo bavarese chiese ed ottenne che venissero tagliate alcune scene e a farne le spese fu proprio Bauroff di cui rimase una sola foto.
Lo scrittore Hermann Broch le dedicò la poesia The Dancer ed ebbe una breve relazione con lei nel 1922 ma continuò a scriverle per tutta la propria vita.
Suo fratello maggiore era il noto imprenditore Friedrich Baur, fondatore della Baur Versand Burgkunstadt.

## Filmografia
- Primavera (1920)
- Pàn (1920)
- Wege zu Kraft und Schönheit (1925)